# Văn Quyết Nguyễn
Văn Quyết Nguyễn (Hanoi, 1º luglio 1991) è un calciatore vietnamita, centrocampista del T&T Ha Noi e della Nazionale vietnamita.

## Carriera

### Club
Gioca dal 2008 al 2009 al The Cong. Nella stagione 2010 gioca all'Ha Noi. Nel 2011 si trasferisce al T&T Ha Noi.

### Nazionale
Debutta in nazionale il 29 giugno 2011, in Vietnam-Macao, in cui mette a segno una rete.

## Palmarès

### Club

#### Competizioni nazionali
- V League 1: 4

Hà Nội T&T: 2013, 2016, 2018, 2019
- Coppa del Vietnam: 2

Hà Nội T&T: 2019, 2020
- Supercoppa del Vietnam: 2

Hà Nội T&T: 2018, 2019